# Pedro Alcalá
Pedro Alcalá Guirado (ur. 19 marca 1989 w Mazarrón) – hiszpański piłkarz występujący na pozycji obrońcy w Gironie.